# Элингамита
Элингамита (лат. Elingamita) — монотипный род растений семейства Первоцветные (Primulaceae). Единственный вид — Элингамита Джонсона (Elingamita johnsonii), эндемик островов Три-Кингс.

## Ботаническое описание

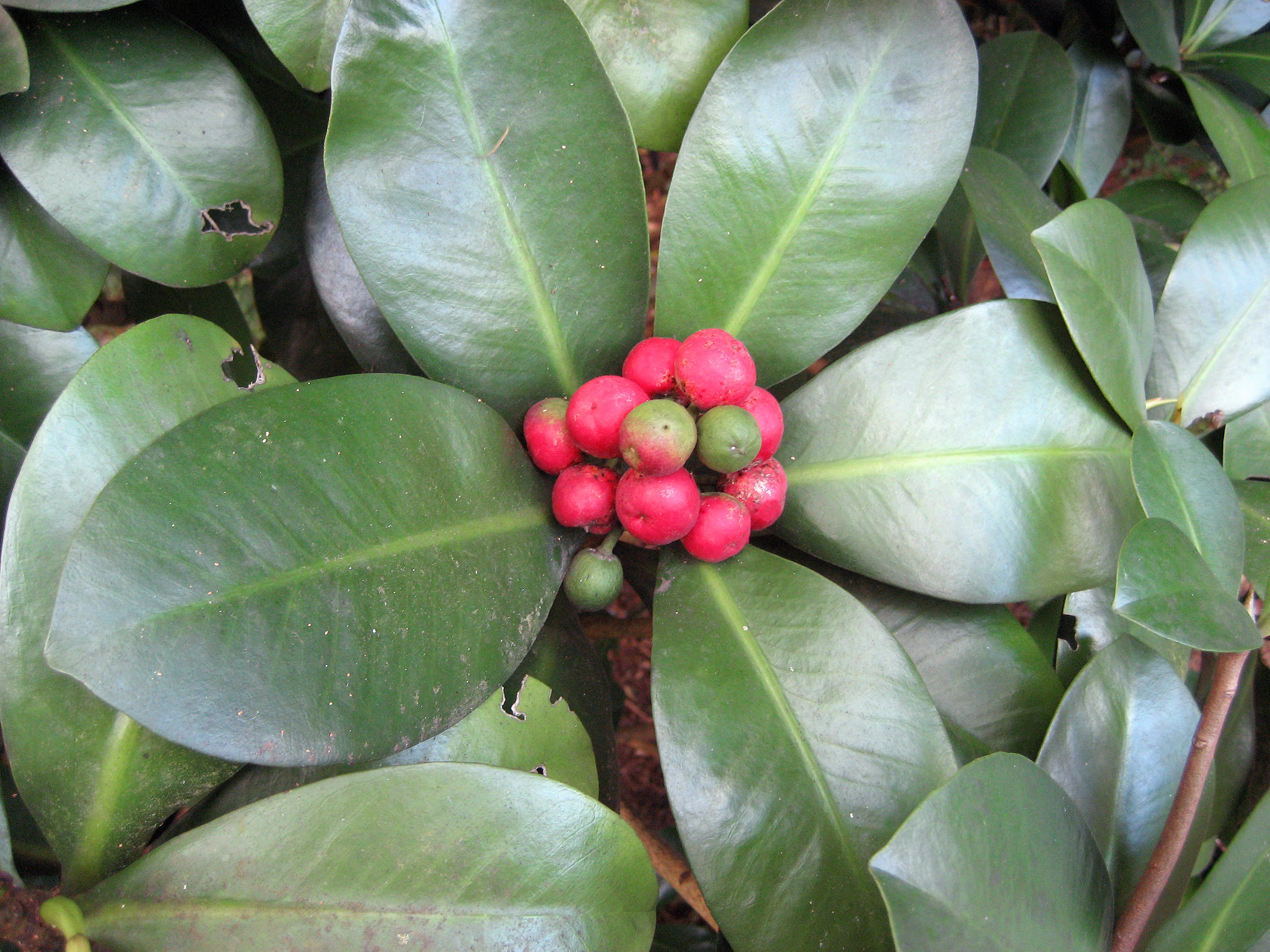
Плоды

Небольшое дерево. Листья желёзистые, кожистые, до 18 см длиной и 9 см шириной. Цветки желтоватые, собраны в кистевидные соцветия.